# 딘 드레이코
딘 드레이코(Dean Drako)는 미국의 사업가이며 5개 이상의 회사를 설립한 연쇄 창업가이다.
Drako는 공동 창설자, 사장 및 Barracuda Networks (NYSE Ticker CUDA)의 CEO (2003년부터 2012년 7월 까지역임)로 잘 알려져 있다. 그는 또한 적극적인 벤처기업 투자자이다.
그는 미시간 대학교에서 전기공학에서 이공학사를, UC버클리 전자공학에서 이학 석사 학위를 취득했다. 2013년 현재 Drako는 네트워크 보안, 네트워크 통신규약, 디지털 회로, 소프트웨어, 생화학적 처리, 그리고스포츠장비를 포함한 27개의 특허권 소유자이다.

## 경력
Drako는 1982년 모뎀을 통해 메시지를 공유하는 방식의 T-net이라 불리는 전자게시판 소프트웨어 패키지를Drako는 1982년 모뎀을 통해 메시지를 공유하는 방식의 T-net이라 불리는 전자게시판 소프트웨어 패키지를판매하는 그의 첫 회사를 설립했다. Drako는 그 수익을 그의 대학 교육 기금에 사용했다.
1992년, Drako는 (주)Design Acceleration를설립하여 CEO로 있었고, 199년 Cadence Design Systems에매각했다.
Drako는 또한 Boldfish와 Velosel의 설립자 이자 CEO를 역임했다; Boldfish는 2003년 Siebel Systems에인수되었다.
2003년, Drako는 현재까지 대표와 CEO를 맡고 있는 IC Manage를 설립했다.
Drako는 오픈소스,대용량데이터 그리고 시스템 칩 설계에 대한 다수의 기사에 기여했다.

### Barracuda Networks
또한 2003년, Drako는 Barracuda Networks를 설립하고 그들의 이메일 스팸과 바이러스 장비를 생산라인에도입했다. Drako의 재임기간 동안 또 다른Barracuda 생산라인들이 론칭되었다: 웹필터, 로드 밸런스, 이메일기록 보관, 그리고 디지털 PBXs등.
Drako는 Barracuda Networks를 통해 6개의 인수를 시행했다: 2007년, 애플리케이션 컨트롤회사인NetContinuum, 2008년, 클라우드를 기반으로 하는 백업 서비스와 3SP, SSL 그리고 VPN회사인BitLeap, 2009년, 애플리케이션의 증분 백업의 Yosemite Technologies, Phion AG의 지배지분, 오스트리아를 기반으로 한 기업체급 방화벽 회사 그리고 클라우드 기반으로 된 웹 필터링 (SaaS)과보안회사인 (주)Purewire.
Drako는 Valgrind, Apache 그리고 무료 소트프웨어 재단을 포함하여Barracuda를 운영하는 동안 16개 다른오픈소스 프로젝트를 공헌 혹은 지지했다.
Drako는 다른 사업을 하기 위해 이사회에 남은 채로 2012년 7월 Barracuda Networks으로부터 사임했다. Drako의 사임 할 때에, Barracuda의 상태는 수익성있고, 연간 수억 달러의 수익이 발생하며 창사 이래로매년거의 30%에 달하는 성장율을 보였다. 또한, 고객 수가 15만이 넘기 시작했다.
2014년 1월 기준으로, Forbes는 Barracuda 주식 중 Drako의 지분을 약 3억 4천 달러로 추정했다.

### Eagle Eye Networks
2012년 7월, Drako는 클라우드를 기반으로 한 비디오 보안회사인 Eagle Eye Networks를 설립했고, 대표 및CEO를 역임했다.
2014년 1월, Drako는 Eagle Eye Network를 공식적으로 출범했고, 클라우드로 운영되는 비디오 감시시스템을도입했다. Eagle Eye의 목표는 “비디오를 쓸모있고 한층 더 쉽게 사용 가능하게 만듦으로써 Dropbox가 파일공유를 위해 무엇을 했는지를 감시하는 것”이다.

## 수상 및 표창
1984년, Dean는그의 태양 에너지 연구에 대해 웨스팅하우스 과학 인재 발굴 결승에서 승리했다.
2007년, Drako는Ernst & Young으로부터 북부 캘리포니아에서 내트워킹과 통신부분에서 올해 사업가로망명되었다.
2011년, CEO로써 Drako의 재임기간에 Barracuda Networks는 2011년 사업가 내부자에서 2011 최고의테크놀로지 회사에서 2위에 올랐다.
2012년, Dean은 전자 설계 자동화 협력단 (EDAC) 위원회의 책임자로 선출되었다.
2012년부터 2014년까지, Drako는 미시간 대학교 자문 위원회에서 한 학기 근무하고 있다.
2014년, Drako는 UC버클리 공대의 주에서 키노트 발표자로써 선정되었다.